# St. Johann (Villnöß)

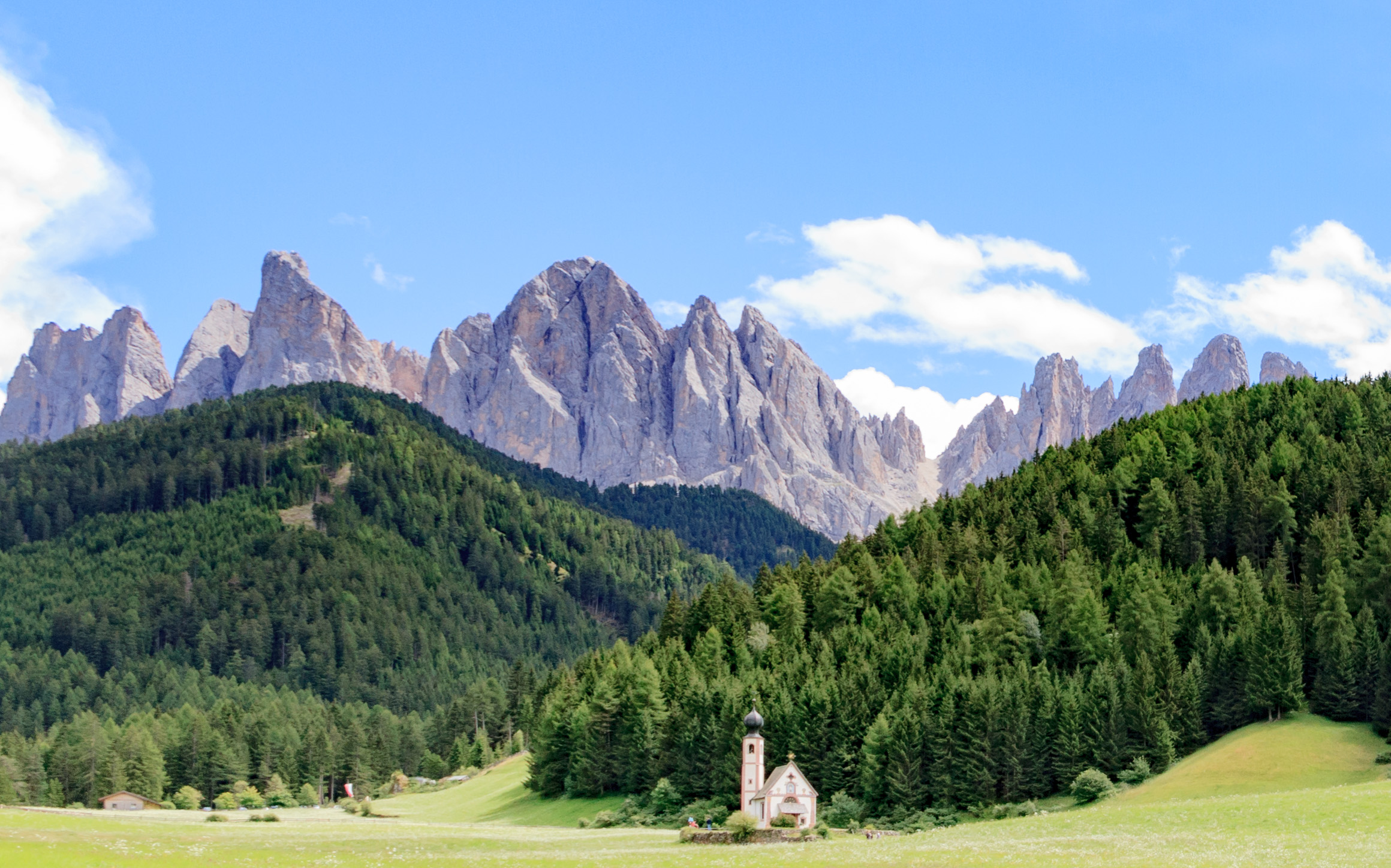
Die Johanneskapelle im Villnößtal

Die Johanneskapelle in Villnöß (auch St. Johann in Ranui) ist eine vor dem Hochgebirgsmassiv der Geislergruppe gelegene Kapelle auf privatem Grund des Ranuihofes am Ende des Villnößtals in Südtirol. Die Kapelle ist dem hl. Johannes Nepomuk geweiht.

## Lage
Die Johanneskapelle liegt etwa 100 Meter südwestlich des Ranuihofes auf dessen Wiesengelände auf einer Höhe von 1352 m. Die nächstgelegene Ortschaft ist das zur Südtiroler Gemeinde Villnöß gehörende Dorf St. Magdalena. Die Kapelle steht auf einer leicht erhöhten, mit Feldsteinen befestigten Umfriedung von etwa 20 Meter Kantenlänge.

## Geschichte
Gemäß einer Inschrift wurde die Kirche 1744 von Michael Jenner (1637–1723) erbaut. Dieser war aber zu jener Zeit bereits 21 Jahre tot. Man nimmt an, dass sich der Bauherr Joseph Anton Jenner, ein Vetter der Enkelin von Michael Jenner, aus Pietätsgründen diese Freiheit erlaubte. Wegen ihrer malerischen Lage vor dem Hochgebirge ist die Kapelle ein vielbesuchter Ort.
Seit 24. Juli 1950 steht die Kirche unter Denkmalschutz.

## Architektur und Einrichtung
Der etwa fünf mal fünf Meter große, mit einem schindelgedeckten Satteldach versehene Baukörper geht in einen Dreiseitchor über. An diesen schließt sich an der Nordostseite der übereck stehende Zwiebelturm mit einer kupfergedeckten Haube an. Die Eingangsseite weist neben einem Fresko des hl. Johannes Nepomuk barocke Ziermalerei auf. Auch das Altarbild, ein Fresko an der tonnengewölbten Decke und ein Zyklus aus neun Bildern an den Seitenwänden stellen Szenen aus dem Leben des hl. Johannes Nepomuk dar.

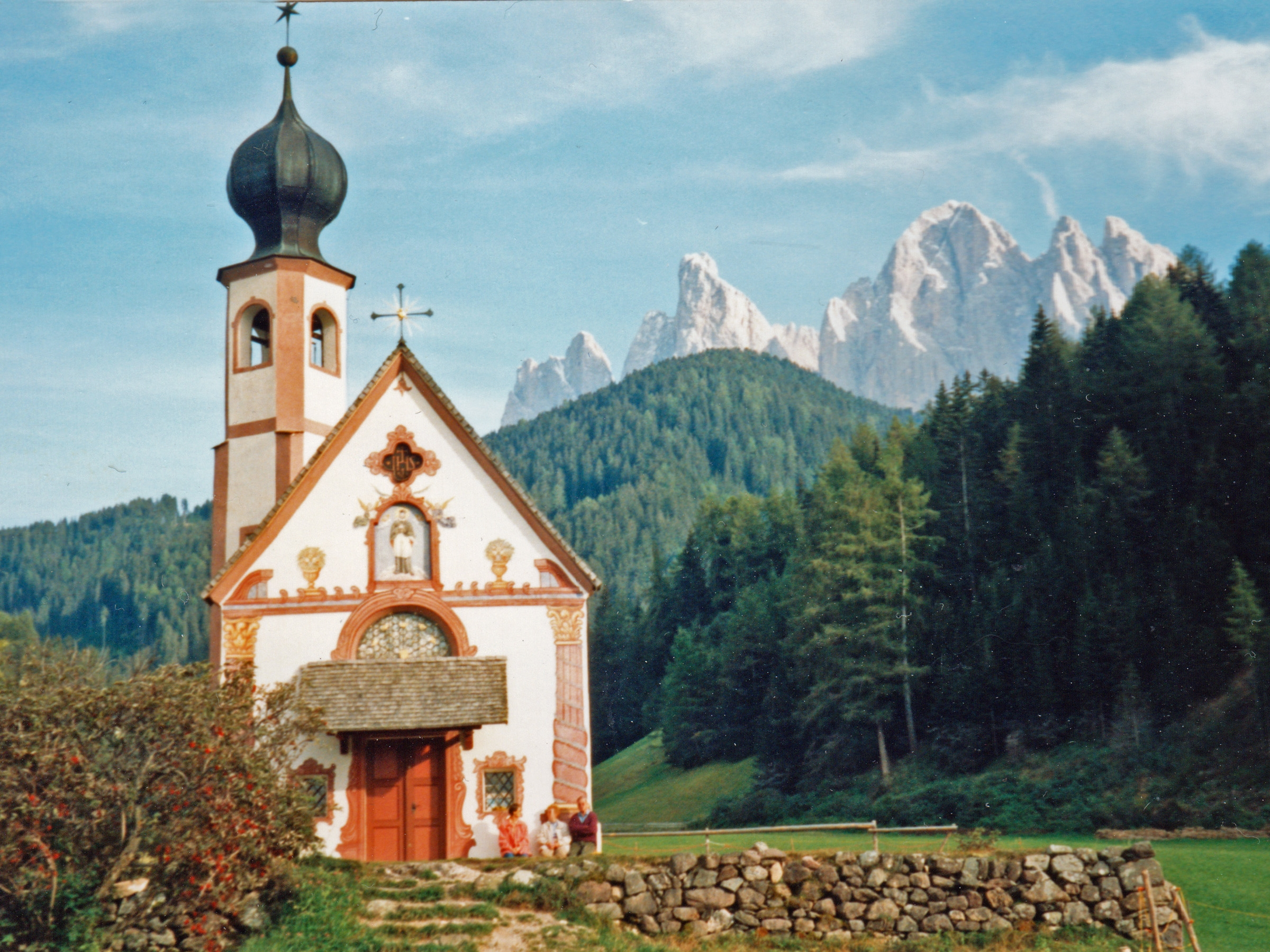
Die Kirche von Westen
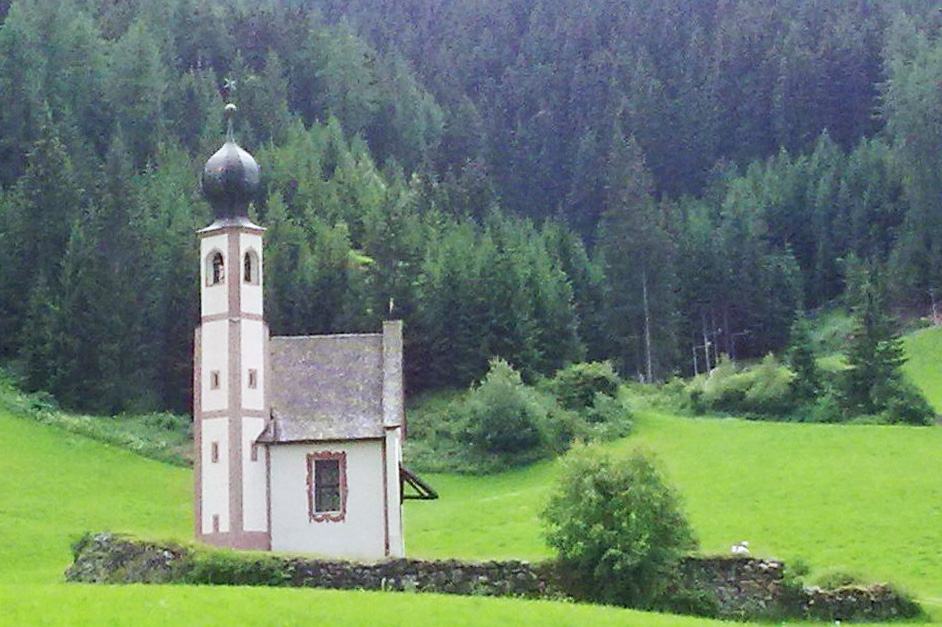
Die Kirche von Norden
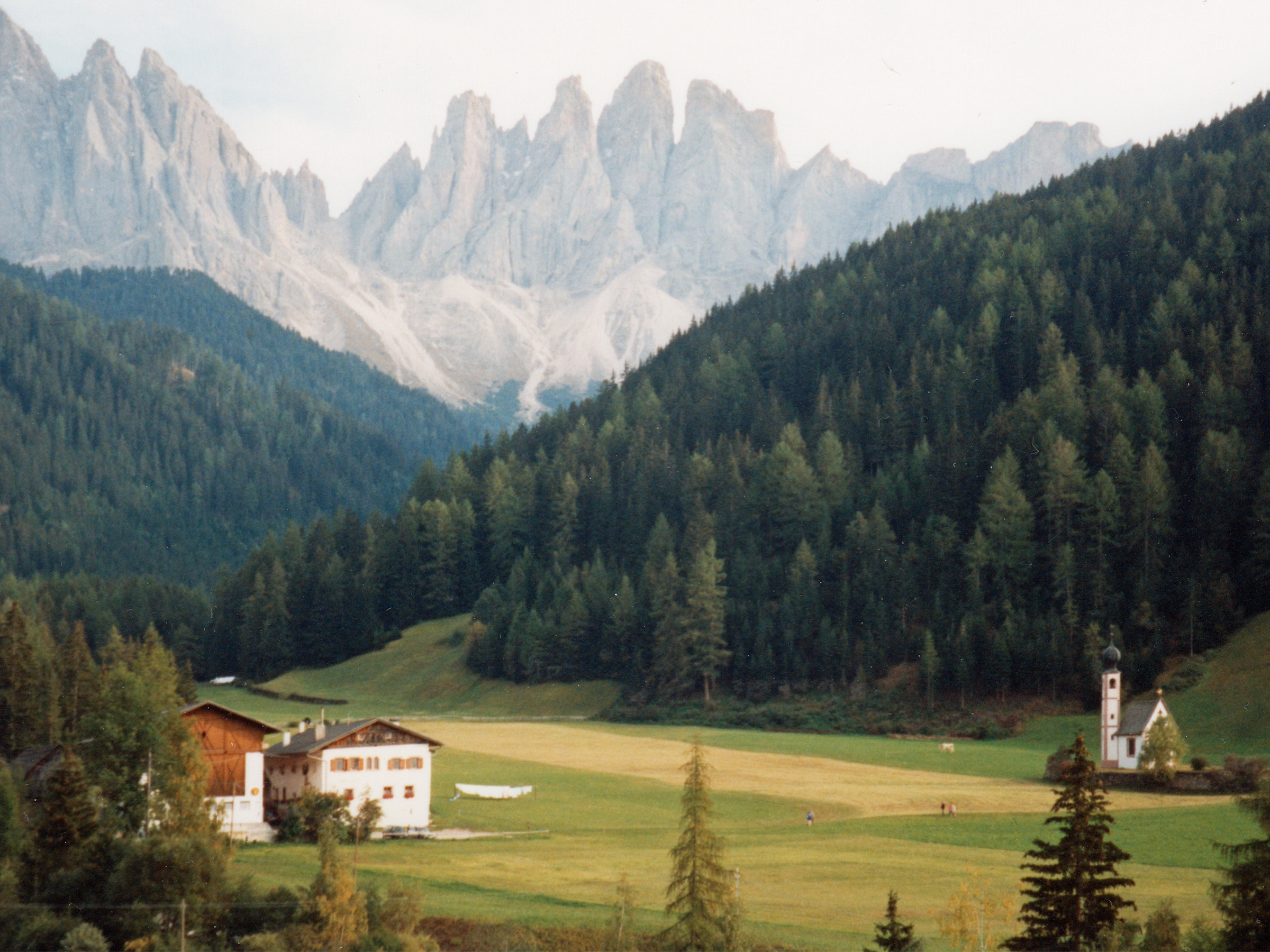
Ranuihof und -kirche

## Sonstiges
Am 6. November 2009 gab die Österreichische Post eine Sondermarke zu 65 Cent mit einem winterlichen Motiv von St. Johann heraus. Der Entwurf stammt vom ehemaligen Bischof von Innsbruck Reinhold Stecher.